# Cal Ribó (Guissona)
Cal Ribó és una obra noucentista de Guissona (Segarra) inclosa a l'Inventari del Patrimoni Arquitectònic de Catalunya.

## Descripció
Edifici de tres plantes d'estil classicista, realitzat amb pedra.
La planta baixa és protagonitzada per una porxada amb tres obertures d'arc de mig punt sustentades per pilars quadrangulars. Els tres trams de la porxada estan resolts amb un sostre arquitravat i donen accés a un negoci. Apareixen també unes grans mènsules decorades amb volutes de pedra.
Al primer pis una tribuna amb tres obertures d'arc rebaixat dividides amb columnes llises. El balustre d'aquesta galeria també és de pedra i segueix unes línies molt clàssiques.
La segona planta reprodueix la primera, però a diferència d'aquesta no està tancada amb finestrals i resta oberta.
Una gran cornisa corona l'entaulament de l'edifici.
Unes grans pilastres estriades amb capitells jònics recorren la façana del primer i del segon pis, seguint un estil formal inspirat en el món clàssic.